# Ричинг аут
Ричинг аут је приближавање клијенту. Активности социјалног радника како би придобио поверење или мотивацију уплашених, немотивисаних и суздржаних клијената. Ове активности могу укључивати мале дарове (шољу кафе, колачић), конкретне услуге или погодности у обазривој мери (комуникација између сусрета, продужење времена за терапију и сл.). У смислу социјалног рада, ричинг аут представљају активности информисања циљне групе на терену о могућим и приступачним, често бесплатним, услугама. Подразумева активан контакт и едукацију циљне групе о услугама које им се могу пружити, те се најчешће користи у раду са морално одбаченим и санкционисаним групама.